# Diapetimorpha spinosa
Diapetimorpha spinosa là một loài tò vò trong họ Ichneumonidae.